# 온가가와역
온가가와역(일본어: 遠賀川駅, おんががわえき)은 일본 후쿠오카현 온가군 온가정에 있는 규슈 여객철도 가고시마 본선의 역이다. 온가 정 유일의 역 뿐만 아니라, 철도 노선이 없는 근처 아시야정중 정청을 포함한 온가 강 서안 지역의 가장 가까운 역이기도 하다. 1961년까지 아시야 선이, 1985년까지 무로키 선이 분기하고 있었다.

## 역 구조 및 승강장
단식 승강장 1면 1선과 섬식 승강장 1면 2선으로, 승강장이 없는 대비선 2선을 합친 계 2면 5선의 설비를 가진 지상역. 승강장은 단식 승강장이 1번, 섬식 승강장이 2번, 3번부터이다. 2번선은 하행 화물열차 대비용, 5번선은 상행 발착선, 레일 센터의 출입용으로, 5번선과 그 바깥 쪽에는 레일 센터의 야드가 펼친다. 서로의 승강장은 과선교로 연락하고 있다. 역 서점은 지면보다 높은 곳에 존재하기 때문에, 휠체어용 슬로프가 설치되어 있다.
규슈 교통기획이 관리하는 업무 위탁역으로, 발권 창구가 설치되어 있다. 역사 내(개찰 외)에 키오스크가 설치되어 있지만, 2009년에 폐지 · 철거되었다. 화장실은 정이 하수도 시설을 건설 운영하고 있지 않기 때문에 간이 수세식 변소이다.
| 1     | ■ 가고시마 본선 | (상행) | 오리오 · 고쿠라 · 모지코 방면 |
| 2 · 3 | ■ 가고시마 본선 | (하행) | 아카마 · 하카타 · 오무타 방면 |

## 역 주변
- 온가가와 역 앞 상점가
- 모스 버거 후쿠오카 온가 점
- 온가 군 소방서 본부
- 국도 제3호선
- 온가 강
- 온가 정립 도서관
- 유메타운 온가
- 아시야 경정장
- 온가가와 온천

## 역사
- 1890년 11월 15일 : 규슈 철도가 개업.
- 1907년 7월 1일 : 규슈 철도가 국유화되어 제국철도청 소관.
- 1908년 7월 1일 : 온가 강 하천 수리에 의해 현 지점으로 역 이전해 무로키 선  온가가와 - 무로키 역 간 개통.
- 1947년 3월 2일 : 아시야 선 온가가와 - 아시야 승강장 간 개통.
- 1961년 6월 1일 : 아시야 선 전 노선 폐지.
- 1985년 4월 1일 : 무로키 선 전 노선 폐지.
- 1987년 4월 1일 : 일본국유철도 분할 민영화에 의해, 규슈 여객철도가 승계.
- 2009년 3월 1일 : IC카드 SUGOCA의 사용을 개시.

## 인접 역
| 가고시마 본선         | 가고시마 본선          | 가고시마 본선        |
| --------------------- | ---------------------- | -------------------- |
| 미즈마키 모지 항 방면 | ■ 쾌속 · 준쾌속 · 보통 | 에비쓰 가고시마 방면 |